# Tyson Holly Farms 400
De Tyson Holly Farms 400 was een race uit de NASCAR Winston Cup. De wedstrijd werd gehouden in het najaar op de North Wilkesboro Speedway in North Wilkesboro, North Carolina over een afstand van 250 mijl of 402 km. De eerste editie werd gehouden in 1949 en gewonnen door Bob Flock, de laatste editie werd gereden in 1996 en gewonnen door Jeff Gordon. Darrell Waltrip is recordhouder aantal overwinningen. Hij won de race zes keer. Op hetzelfde circuit werd tussen 1951 en 1996 jaarlijks in het voorjaar de First Union 400 gereden.

## Namen van de race
- Wilkes 200 (1949 - 1953)
- Wilkes 160 (1954 - 1959)
- Wilkes 200 (1960 - 1961)
- Wilkes 320 (1962)
- Wilkes 250 (1963)
- Wilkes 400 (1964 - 1978)
- Holly Farms 400 (1979 - 1989)
- Tyson Holly Farms 400 (1990 - 1996)

## Winnaars
| Jaar                  | Winnaar         | Auto       |
| Wilkes 200            | Wilkes 200      | Wilkes 200 |
| --------------------- | --------------- | ---------- |
| 1949                  | Bob Flock       | Oldsmobile |
| 1950                  | Leon Sales      | Plymouth   |
| 1951                  | Fonty Flock     | Oldsmobile |
| 1952                  | Herb Thomas     | Hudson     |
| 1953                  | Speedy Thompson | Oldsmobile |
| Wilkes 160            |                 |            |
| 1954                  | Hershel McGriff | Oldsmobile |
| 1955                  | Buck Baker      | Ford       |
| 1957                  | Jack Smith      | Chevrolet  |
| 1958                  | Junior Johnson  | Ford       |
| 1959                  | Lee Petty       | Plymouth   |
| Wilkes 200            |                 |            |
| 1960                  | Rex White       | Chevrolet  |
| 1961                  | Rex White       | Chevrolet  |
| Wilkes 320            |                 |            |
| 1962                  | Richard Petty   | Plymouth   |
| Wilkes 250            |                 |            |
| 1963                  | Marvin Panch    | Ford       |
| Wilkes 400            |                 |            |
| 1964                  | Marvin Panch    | Ford       |
| 1965                  | Junior Johnson  | Ford       |
| 1966                  | Dick Hutcherson | Ford       |
| 1967                  | Richard Petty   | Plymouth   |
| 1968                  | Richard Petty   | Plymouth   |
| 1969                  | David Pearson   | Ford       |
| 1970                  | Bobby Isaac     | Dodge      |
| 1971                  | Tiny Lund       | Camaro     |
| 1972                  | Richard Petty   | Plymouth   |
| 1973                  | Bobby Allison   | Chevrolet  |
| 1974                  | Cale Yarborough | Chevrolet  |
| 1975                  | Richard Petty   | Dodge      |
| 1976                  | Cale Yarborough | Chevrolet  |
| 1977                  | Darrell Waltrip | Chevrolet  |
| 1978                  | Cale Yarborough | Oldsmobile |
| Holly Farms 400       |                 |            |
| 1979                  | Benny Parsons   | Chevrolet  |
| 1980                  | Bobby Allison   | Ford       |
| 1981                  | Darrell Waltrip | Buick      |
| 1982                  | Darrell Waltrip | Buick      |
| 1983                  | Darrell Waltrip | Chevrolet  |
| 1984                  | Darrell Waltrip | Chevrolet  |
| 1985                  | Harry Gant      | Chevrolet  |
| 1986                  | Darrell Waltrip | Chevrolet  |
| 1987                  | Terry Labonte   | Chevrolet  |
| 1988                  | Rusty Wallace   | Pontiac    |
| 1989                  | Geoff Bodine    | Chevrolet  |
| Tyson Holly Farms 400 |                 |            |
| 1990                  | Mark Martin     | Ford       |
| 1991                  | Dale Earnhardt  | Chevrolet  |
| 1992                  | Geoff Bodine    | Ford       |
| 1993                  | Rusty Wallace   | Pontiac    |
| 1994                  | Geoff Bodine    | Ford       |
| 1995                  | Mark Martin     | Ford       |
| 1996                  | Jeff Gordon     | Chevrolet  |

Huidige races:
Can-Am Duel ·
Daytona 500 ·
Subway Fresh Fit 500 ·
Kobalt Tools 400 ·
Food City 500 ·
Auto Club 400 ·
STP Gas Booster 500 ·
NRA 500 ·
Aaron's 499 ·
Toyota Owners 400 ·
Bojangles' Southern 500 ·
FedEx 400 ·
Coca-Cola 600 ·
STP 400 ·
Pocono 400 ·
Quicken Loans 400 ·
Toyota/Save Mart 350 ·
Coke Zero 400 ·
Quaker State 400 ·
Camping World RV Sales 301 ·
Brickyard 400 ·
Gobowling.com 400 ·
Cheez-It 355 at The Glen ·
Pure Michigan 400 ·
Irwin Tools Night Race ·
AdvoCare 500 (Atlanta Motor Speedway) ·
Federated Auto Parts 400 ·
Geico 400 ·
Sylvania 300 ·
AAA 400 ·
Hollywood Casino 400 ·
Bank of America 500 ·
Camping World RV Sales 500 ·
Goody's Headache Relief Shot 500 ·
AAA Texas 500 ·
AdvoCare 500 (Phoenix International Raceway) ·
Ford EcoBoost 400

Voormalige races:

Buddy Shuman 276 ·
Budweiser 400 ·
Budweiser NASCAR 400 ·
Columbia 200 ·
Coors 420 ·
First Union 400 ·
Greenville 200 ·
Hickory 276 ·
Kobalt Tools 500 (Atlanta Motor Speedway) ·
Los Angeles Times 500 ·
Mountain Dew Southern 500 ·
Northern 300 ·
Pepsi 420 ·
Pepsi Max 400 ·
Pickens 200 ·
Pop Secret Microwave Popcorn 400 ·
Sandlapper 200 ·
Subway 400 ·
Tyson Holly Farms 400 ·
Winston Western 500